# تنگه سومبا
تنگه سومبا (اندونزیایی: Selat Sumba) تنگه‌ای در اندونزی است.
این تنگه، جزیرهٔ سومبا را از جزایر اصلی فلورس  و سامباوا جدا می‌کند و همچنین جزایر کوچک‌تری همچون جزیره کومودو و رینکا را نیز در بر می‌گیرد. این تنگه، اقیانوس هند را به دریای ساوو متصل می‌سازد.
پیش از استقلال اندونزی، این تنگه با نام «تنگه سندل‌وود» (Sandalwood Strait) شناخته می‌شد. همچنین گاه با نام دریای ساوو نیز از آن یاد می‌شود.

## موقعیت جغرافیایی
تنگه سومبا، جزیره سومبا را از رشته‌جزایر اصلی سوندای کوچک که در شمال آن قرار دارند جدا می‌کند. نزدیک‌ترین همسایگان سومبا در آن سوی تنگه، دو جزیره هم‌اندازهٔ سومبا یعنی سامباوا و فلورس هستند، به‌علاوه گروهی از جزایر کوچکتر که برجسته‌ترین آن‌ها جزیره کومودو و رینکا می‌باشند.
برخلاف اغلب تنگه‌های این بخش از اندونزی که از شمال به جنوب امتداد دارند و اقیانوس‌های آرام و هند را به هم متصل می‌کنند، تنگه سومبا از غرب به شرق کشیده شده است و دریای میان‌جزیره‌ای ساوو (که بخشی از اقیانوس هند است) را به پهنهٔ اصلی همان اقیانوس پیوند می‌دهد. در شمال این تنگه، مرز آن با تنگه‌های بین‌اقیانوسی ساپه، لینتا و مولو هم‌مرز است؛ این تنگه‌ها به ترتیب میان سامباوا و کومودو، کومودو و رینکا، و رینکا و فلورس قرار دارند.
سومبا عریض‌ترین تنگه در میان تنگه‌های سوندای کوچک است؛ کم‌عرض‌ترین بخش آن، بین جنوبی‌ترین نقطه فلورس و شمالی‌ترین نقطه سومبا، دست‌کم ۴۵ کیلومتر پهنا دارد. کرانه‌های جنوبی (در سمت سومبا) نسبتاً صاف‌اند، در حالی‌که کرانه‌های شمالی، به‌ویژه در بخش جنوب‌غربی سامباوا، بریدگی‌های بیشتری دارند و خلیج‌های چشمگیری در آن‌ها دیده می‌شود.
تنها جزیره‌ای که در داخل خود تنگه سومبا قرار دارد، جزیرهٔ مولس (اندونزیایی: Pulau Mules) است که در چند کیلومتری جنوب کرانه فلورس واقع شده است. در نواحی ساحلی این تنگه صخره‌های مرجانی وجود دارد.
تنگه سومبا همچنین مرز اداری میان دو استان اندونزی، یعنی «سوندای کوچک غربی» و «سوندای کوچک شرقی» را تشکیل می‌دهد. جزیره سامباوا به استان نخست، و سومبا به همراه جزایر دیگرِ مشرف به شمال تنگه، به استان دوم تعلق دارند. در کرانه‌های شمالی و جنوبی تنگه، روستاها و سکونتگاه‌های متعددی دیده می‌شود.

### شرایط طبیعی
تنگه سومبا یکی از ژرف‌ترین تنگه‌ها در منطقهٔ سوندای کوچک است. عمق آب در فاصلهٔ ۲ تا ۳ کیلومتری از ساحل معمولاً بیش از ۲۰۰ متر است و بیشینهٔ عمق آن دست‌کم به ۹۰۰ متر می‌رسد.
سومبا گرم‌ترین آب را در میان تنگه‌های این منطقه دارد. در فصل موسمی شمال‌غربی (ژانویه تا مارس)، دمای میانگین آب آن حداقل ۳۰ درجه سانتی‌گراد است که ۱ تا ۳ درجه بالاتر از تنگه‌های مجاور است. همچنین این تنگه شورترین آب را در میان تنگه‌های منطقه دارد، با شوری دست‌کم ۳۵ در هزار (در مقایسه با ۳۳ تا ۳۴ در هزار در سایر تنگه‌ها).
گرچه تنگه سومبا مانند بیشتر تنگه‌های سوندای کوچک دو اقیانوس را به هم متصل نمی‌کند، اما در سامانهٔ جریان اندونزیایی (Indonesia Throughflow) که توده‌های آبی اقیانوس‌های آرام و هند را در هر دو جهت جابه‌جا می‌کند، نقشی مهم ایفا می‌کند. این تنگه جریان‌هایی را هدایت می‌کند که از دریاهای باندو، آمبای و ساوو عبور می‌کنند. الگوی این جریان‌ها بر اساس فصل تغییر می‌کند، اما در مجموع حجم آبی که از اقیانوس آرام به اقیانوس هند می‌رود، بسیار بیشتر از جریان‌های معکوس است.
تنوع زیستی آبزیان تنگه بسیار غنی است و گونه‌های نادری در آن یافت می‌شوند. بخشی از این تنگه که در نزدیکی جزایر کومودو و رینکا قرار دارد، از آغاز دهه ۱۹۹۰ جزو پارک ملی کومودو محسوب می‌شود که در فهرست میراث جهانی یونسکو ثبت شده است. در سال ۲۰۰۹، وزارت امور دریایی و شیلات اندونزی با همکاری صندوق جهانی طبیعت، بزرگ‌ترین پارک ملی دریایی جنوب‌شرق آسیا را با وسعتی بیش از ۳۵ هزار کیلومتر مربع ایجاد کرد. این پارک شامل بخش‌هایی از دریای ساوو و مناطق پیرامونی آن، از جمله بخش مهمی از تنگه سومبا بین فلورس و سومبا (با مساحتی بیش از ۵۵۰۰ کیلومتر مربع) است. هدف از این اقدام، حفاظت از گونه‌های نهنگ (حداقل ۱۴ گونه) و همچنین حفظ تنوع زیستی شامل ۳۳۶ گونه ماهی و بیش از ۵۰۰ گونه مرجان عنوان شده است.

## اهمیت اقتصادی و ترابری
شرایط مساعد ناوبری همچون پهنای زیاد، عمق قابل توجه و نبود آب‌سنگ‌های خطرناک باعث شده تنگه سومبا مسیر مهمی برای کشتیرانی باشد. کشتی‌هایی که بنادر جنوب‌غربی و جنوب‌شرقی اندونزی را به هم پیوند می‌دهند از این تنگه عبور می‌کنند. در جریان جنگ جهانی دوم، ناوگان‌های دریایی دو طرف در نبرد اقیانوس آرام بارها از این تنگه استفاده کردند و در فضای هوایی آن نیز نبردهای هوایی رخ داد. در ژانویه ۱۹۴۲، یک هواپیمای ترابری نیروی هوایی بریتانیا (Douglas DC-3) در این منطقه هدف قرار گرفت. خدمهٔ آن شامل چهار نفر، از جمله قهرمان مسابقات موتورسواری اسپیدوی جهان در سال ۱۹۳۶، «لاینل ون پراگ» بود که پس از سقوط، با شنا به‌مدت ۳۰ ساعت خود را به ساحل سومبا رساندند و نجات یافتند.
در حال حاضر، میان دو کرانهٔ تنگه رفت‌وآمد دریایی و کشتی‌رانی منظم برقرار است. بنادر اصلی این مسیر شامل «وایکله‌و» (Waikelo) و «وایگناپو» (Waingapu) در جزیره سومبا و «نانگالیلی» (Nangalili) در جزیره فلورس هستند.
در بخش‌هایی از این تنگه که جزو مناطق حفاظت‌شده نیستند، ماهیگیری به‌شکلی فعال جریان دارد. گونه‌هایی مانند تُن‌ماهی راه‌راه، تُن شرقی کوچک و انواع گروپرها (سنگ‌ماهی‌ها) در این نواحی صید می‌شوند.